# Беспокойные мертвецы
«Беспокойные мертвецы» (англ. The Unquiet Dead) — серия британского научно-фантастического телесериалa «Доктор Кто», показанная 9 апреля 2005 года. Эта серия — первая из нового сезона, в котором Доктор и его спутник отправляются в прошлое.

## Сюжет
Доктор собирается отвезти Розу в ТАРДИС в Неаполь 1860 года, но он ошибается в расчётах и приземляется в Кардиффе 1869. В доме гробовщика Гэбриела Снида труп старушки покрылся синим дымом, и она убила своего внука Редпафа, после чего пришла в зал, где выступал Чарльз Диккенс. Она снова пускает дым, распугивая всю аудиторию, что привлекло внимание Доктора и Розы. Гэбриел и его служанка Гвинет забирают труп. Также они похищают Розу, так как она слишком много видела. Чарльз соглашается помочь Доктору, и они едут на карете за Гэбриелем, Гвинет и Розой.
В похоронном бюро Роза просыпается среди оживших трупов Редпафа и его бабушки. Доктор прибывает в дом и понимает, что тот построен на трещине в пространстве и времени, а синий пар — это существа, проникшие через трещину. Используя Гвинет, Доктор, Роза, Чарльз и Гэбриел устраивают сеанс общения с духами, которые называют себя гельтами. Выясняется, что они погибли в войне Времени, но теперь они могут использовать мёртвых людей для воскрешения. Доктор соглашается и предлагает использовать Гвинет как мост, чтобы гельты переместились в наш мир.
Когда процесс начинается, Доктор и остальные увидели, что гельтов гораздо больше, чем они думали. Их настоящая цель — не только мёртвые, но и живые люди. Снаружи Чарльз увидел, что гельты не переносят газа. Доктор включает газ на максимум, и гельты выселяются из трупов. Гвинет не может вернуть гельтов обратно, но она может задержать их в подвале. Для этого она взрывает себя и гельтов. Как только Доктор и Роза возвращаются к ТАРДИС, Чарльз благодарит их за помощь и обещает дописать «Тайну Эдвина Друда». Но Доктор говорит Розе, что он не успеет дописать, так как умрёт в течение года. Доктор и Роза улетают на ТАРДИС и оставляют поражённого Чарльза на улице. Он идёт по улицам Кардифа, приветствует всех и кричит фразу из своей книги Духи Рождества: «Благослови нас Бог, всех нас!»

## Дополнительная информация
- Когда Гвинет посмотрела в разум Розы, она испугалась и оборвала контакт на словах «вещи, которые вы видели… тьма… большой злой волк». Фраза «Злой волк» является сюжетной аркой в течение всего данного сезона, и её значение раскрывается в эпизодах «Злой волк» и «Пути расходятся»[1].
- Трещина Кардиффа появляется также в сериях «Шумный город», «Утопия», «Последний Повелитель Времени», «Украденная Земля», «Конец путешествия». А также в спин-офф сериале Торчвуд, действие которого также происходит в Кардиффе[2].
- Исполнившая роль Гвинет актриса Ив Майлс в дальнейшем играла одну из главных ролей в сериале Торчвуд.
- В подвале Доктор говорит, что он видел падение Трои, пятую Мировую войну и «таскал ящики на Бостонском чаепитии» (на котором была Барбара Райт в серии «Вторжение далеков на Землю»).
- Пристрастие Доктора к рассказам Диккенса также отмечается, когда Шестой Доктор упоминает Повесть о двух городах в последней части «Суд над Повелителем времени».
- Десятый Доктор упоминает «Кардифф, XIX век» в серии «Конец путешествия», когда говорит с членом команды Торчвуда — Гвен Купер. Он спрашивает у неё, не является ли её семья одной из старинных семей Кардиффа. Это отсылка на одну и ту же актрису, которая играет Гвен в Торчвуде и Гвинет[2][3].
- Чарльз Диккенс снова появится в сериале в серии Свадьба Ривер Сонг шестого сезона[4].

## Производство
События серии происходят в Кардиффе. Тем не менее серию снимали в Суонси и Монмуте, так как в Кардиффе было недостаточно зданий, которые выглядели как здания времён королевы Виктории. Марк Гэтисс и Расселл Ти Дейвис родились в Суонси.
Марк Гэтисс отметил в Radio Times, что оригинальный сценарий был более мрачным и тревожным.
Саймон Кэлоу, играющий Чарльза Диккенса, хорошо известен не только как писатель, но и как актёр, часто играющий Диккенса на телевидении.

## Факты
Название серии — аллюзия на фильм ужасов 1981 года "Зловещие мертвецы"